# الگوی کانال
الگوی کانال (انگلیسی: Channel pattern) در یک رودخانه بر اثر فرایندهای رودخانه‌ای در انواع مختلفی به شرح زیر تشکیل می‌شود:
- رودخانه‌های مستقیم: در نواحی دارای فعالیت زمین‌ساختی یافت می‌شود. این نوع الگوی کانال اغلب به صورت فرضی است و در طبیعت یافت نمی‌شود. کانال‌های رودخانه‌ای مستقیم بر روی مخروط افکنه‌ها پدید می‌آید.
- رودخانه‌های شریانی: در نواحی زمین‌ساختی فعالی که دارای بار رسوبی بزرگ‌تری نسبت به تخلیه رود و شیب زیاد هستند شکل می‌گیرد.
- پیچان‌رودها: به شکل مسیری سینوسی در دشت‌های کم‌شیب به سمت انتهای سامانه رودخانه‌ای تشکیل می‌شوند.
- رودخانه‌های انشعابی (شاخه‌شاخه): حالتی کمیاب از رودخانه‌های نسبتاً مستقیم است که دارای چندین توالی عمودی از نهشته‌های رودخانه‌ای بوده که توسط پشته‌های دارای پوشش گیاهی متراکم به هم پیوسته شده‌اند.